# アルマジロリピート
アルマジロリピート（あるまじろりぴーと：armadillo repeats）とは、ショウジョウバエのセグメントポラリティ遺伝子の遺伝子産物「アルマジロ」から見つかった配列で、タンパク質間の相互作用に重要な役割を担っていると考えられている。
アルマジロという遺伝子産物から初めて見つかった42–45個のアミノ酸からなる繰り返し構造であるためアルマジロリピートと命名された。アルマジロの脊椎動物ホモログであるβ-カテニンやp120の他に、ヒトの癌抑制遺伝子 APCや核内輸送にかかわるインポーチンなどにこの繰返し構造が見つかっているため、癌の研究においては重要な位置を占めている。
類似の構造をもつリピート配列としてHEATリピートがある。

## 引用文献
1. ↑  Huber AH, Nelson WJ, Weis WI (September 1997). “Three-dimensional structure of the armadillo repeat region of beta-catenin”. Cell 90 (5):  871–82. PMID 9298899.
2. ↑  Andrade MA, Petosa C, O'Donoghue SI, Müller CW, Bork P. (2001). “Comparison of ARM and HEAT protein repeats”. J. Mol. Biol. 309 (1):  1-18. PMID 11491282.